# Calgary-Centre
Pour les articles homonymes, voir Calgary (homonymie).
Circonscription électorale fédérale du Canada
Calgary-Centre ((en) Calgary Centre, auparavant Calgary-Sud-Centre) est une circonscription électorale fédérale canadienne de l'Alberta.

## Circonscription fédérale
La circonscription se situe au sud de l'Alberta et représente le centre-ville de Calgary.
Les circonscriptions limitrophes sont 
- au nord: Calgary Confederation
- à l'est : Calgary-Est
- au sud : Calgary Heritage et Calgary Midnapore
- à l'ouest : Calgary Signal Hill.

Avant le redécoupage de 2022, les circonscriptions limitrophes étaient Calgary Confederation, Calgary Forest Lawn, Calgary Shepard, Calgary Midnapore, Calgary Heritage et Calgary Signal Hill. Avant celui de 2012, elles étaient Calgary-Est, Calgary-Centre-Nord, Calgary-Sud-Est, Calgary-Ouest et Macleod.

## Historique
La circonscription est créée en 1966 à partir des circonscriptions de Calgary-Nord et Calgary-Sud. Lors du redécoupage électoral de 2022, la circonscription a perdu une partie de son territoire au profit de Calgary Signal Hill.
| Législature                                         | Années        | Député        | Député           | Parti                     |
| --------------------------------------------------- | ------------- | ------------- | ---------------- | ------------------------- |
| Calgary-Centre issue de Calgary-Nord et Calgary-Sud |               |               |                  |                           |
| 28e                                                 | 1968–1972     |               | Douglas Harkness | Progressiste-conservateur |
| 29e                                                 | 1972–1974     | Harvie Andre  |                  | Progressiste-conservateur |
| 30e                                                 | 1974–1979     | Harvie Andre  |                  | Progressiste-conservateur |
| 31e                                                 | 1979–1980     | Harvie Andre  |                  | Progressiste-conservateur |
| 32e                                                 | 1980–1984     | Harvie Andre  |                  | Progressiste-conservateur |
| 33e                                                 | 1984–1988     | Harvie Andre  |                  | Progressiste-conservateur |
| 34e                                                 | 1988–1993     | Harvie Andre  |                  | Progressiste-conservateur |
| 35e                                                 | 1993–1997     |               | Jim Silye        | Réformiste                |
| 36e                                                 | 1997–2000     | Eric Lowther  |                  | Réformiste                |
| 36e                                                 | 2000-2000     | Eric Lowther  |                  | Alliance canadienne       |
| 37e                                                 | 2000–2003     |               | Joe Clark        | Progressiste-conservateur |
| 37e                                                 | 2003–2004     |               | Joe Clark        | Indépendant               |
| 38e                                                 | 2004–2006     |               | Lee Richardson   | Conservateur              |
| 39e                                                 | 2006–2008     |               | Lee Richardson   | Conservateur              |
| 40e                                                 | 2008–2011     |               | Lee Richardson   | Conservateur              |
| 41e                                                 | 2011–2012     |               | Lee Richardson   | Conservateur              |
| 41e                                                 | 2012-2015     | Joan Crockatt |                  | Conservateur              |
| 42e                                                 | 2015–2019     |               | Kent Hehr        | Libéral                   |
| 43e                                                 | 2019–2021     |               | Greg McLean      | Conservateur              |
| 44e                                                 | 2021–2025     |               | Greg McLean      | Conservateur              |
| 45e                                                 | 2025–en cours |               | Greg McLean      | Conservateur              |

## Résultats électoraux
| Parti                  | Parti                  | Candidat               | Votes  | %     | +/-   | Maj.  |
| ---------------------- | ---------------------- | ---------------------- | ------ | ----- | ----- | ----- |
|                        | Conservateur           | Greg McLean (sortant)  | 31 604 | 50,21 | 1,09  | 2 753 |
|                        | Libéral                | Lindsay Luhnau         | 28 824 | 45,79 | 16,08 |       |
|                        | NPD                    | Beau Shaw              | 1 665  | 2,65  | 13,72 |       |
|                        | Vert                   | Jayden Baldonado       | 365    | 0,58  | 1,06  |       |
|                        | Parti populaire        | Robert Hawley          | 362    | 0,58  | Nv.   |       |
|                        | Rhinocéros             | Scott Fea              | 126    | 0,20  | Nv.   |       |
|                        |                        |                        |        |       |       |       |
| Votes valides          | Votes valides          | Votes valides          | 62 946 | 99,39 |       |       |
| Bulletins nuls         | Bulletins nuls         | Bulletins nuls         | 387    | 0,61  |       |       |
| Total                  | Total                  | Total                  | 63 333 | 100   |       |       |
| Abstention             | Abstention             | Abstention             | 27 927 | 30,60 |       |       |
| Inscrits/Participation | Inscrits/Participation | Inscrits/Participation | 91 260 | 69,40 |       |       |

|       | Candidat                 | Parti        | # de voix | % des voix |
|       | (sortante) Joan Crockatt | Conservateur | +27 746,  | 45,3 %     |
|       | (X) Kent Hehr            | Libéral      | +28 496,  | 46,52 %    |
|       | Jillian Ratti            | NPD          | +03 412,  | 5,57 %     |
|       | Thana Boonlert           | Vert         | +01 347,  | 2,2 %      |
|       | Yogi Henderson           | Indépendant  | +00248,   | 0,4 %      |
| Total | Total                    | Total        | 61 249    | 100 %      |

|  | Candidat          | Parti         | # de voix | % des voix |
|  | ----------------- | ------------- | --------- | ---------- |
|  | Joan Crockatt     | Conservateur  | 10 201    | 36,89      |
|  | Harvey Locke      | Libéral       | 9 034     | 32,67      |
|  | Chris Turner (en) | Vert          | 7 090     | 25,64      |
|  | Dan Meades        | Néo-Démocrate | 1 063     | 3,84       |
|  | Antoni Grochowski | Indépendant   | 141       | 0,51       |
|  | Tony Prashad      | Libertarien   | 121       | 0,44       |

|       | Candidat                | Parti        | # de voix | % des voix |
|       | (x) Lee Richardson      | Conservateur | +28 401,  | 57,68 %    |
|       | Jennifer Pollock        | Libéral      | +08 631,  | 17,53 %    |
|       | Donna Marlis Montgomery | NPD          | +07 314,  | 14,86 %    |
|       | William Hamilton        | Vert         | +04 889,  | 9,93 %     |
| Total | Total                   | Total        | 49 235    | 100 %      |

|       | Candidat           | Parti        | # de voix | % des voix |
|       | (x) Lee Richardson | Conservateur | +25 302,  | 55,23 %    |
|       | Heesung Kim        | Libéral      | +08 235,  | 17,97 %    |
|       | Tyler Kinch (en)   | NPD          | +04 204,  | 9,18 %     |
|       | Natalie Odd        | Vert         | +07 661,  | 16,72 %    |
|       | Antony Grochowski  | Indépendant  | +00413,   | 0,9 %      |
| Total | Total              | Total        | 45 815    | 100 %      |